# 福岡県教育センター
福岡県教育センター（ふくおかけんきょういくセンター、英称：Fukuoka Prefectural Education Center）は、福岡県が設置する教育に関する研究及び教育関係職員の研修を行う機関である。

## 概要
福岡県教育センターは地方教育行政の組織及び運営に関する法律第30条の規定に基づき、教育に関する研究及び教育関係職員の研修を行ない、並びに情報処理教育に係る生徒の実習の利用に供し、もって福岡県の教育の充実及び振興を図るため1970年前身の福岡県立教育研究所の廃止後に設置される。

## 所在地
- 福岡県教育センター - 福岡県糟屋郡篠栗町高田268

## 事業
事業内容は下記の通りである。
1. 教育に関する専門的、技術的事項についての研究及び調査に関すること
2. 教育関係職員の研修及び情報処理教育に係る生徒の実習に関すること
3. 教育に関する資料の収集、作成及び活用に関すること
4. 前項に掲げるもののほか、福岡県教育委員会が必要と認める事業

## 沿革
- 1949年（昭和24年）12月 福岡県立教育研究所規則制定
- 1950年（昭和25年）2月 福岡県立教育研究所開所
- 1970年（昭和45年）3月 福岡県立教育研究所廃止
- 1970年（昭和45年）4月 福岡県教育センター設置条例制定
- 1970年（昭和45年)5月 福岡県教育センターを糟屋郡篠栗町（現在地）へ移転

## 組織
- 企画部
  - 事業計画課
  - 企画調査班
  - 指導改善研修班
- 教育指導部
  - 教科教育班
- 教育経営部
  - 教育経営班
  - 人権教育班
  - 教育相談班
- 産業・情報教育部
  - 産業教育班
  - 情報教育班
- 特別支援教育部
  - 特別支援教育班